# Cronometragem
 Cronometragem  é a medição de um determinado período de tempo relativo a um acontecimento específico, utilizando-se um Cronômetro como dispositivo para mensuração manual ou dispositivos providos de sensores (responsáveis para acionar o início e o fim de uma ocorrência) e um relógio para mensuração automática desse Período.
A unidade de medida utilizada para medir o tempo pelo Sistema Internacional de Unidades é o Segundo (s), porém, na prática as necessidades específicas de cada cronometragem podem necessitar de maior ou menor precisão, para efeito de comparação. Nestes casos pode-se utilizar subdivisões do segundo (como o milésimo de segundo) para medições com maior precisão ou unidades acumulativas (como o minuto) para medições de menor precisão.
Por padrão, utiliza-se a Notação científica para expressar valores muito pequenos ou muito grandes, comparando-se apenas os algarismos significativos.

## Na indústria
A cronometragem é usada na Indústria para obtenção do tempo padrão de modelos fabricados. A metodologia empregada na execução da cronometragem depende das técnicas de Cronoanálise atribuídas ao processo, onde são levados em conta Ritmo, fatores de fadiga e perdas, por exemplo.
Um momento específico da atividade é convencionado como início da medição e outro momento é convencionado como fim da atividade, cujo resultado gerado em função desse tempo transcorrido é um Produto do trabalho, assim designado operação. 
Utilizar cronômetro com segundo centesimal apresenta facilidade para cálculos diretos por já estar no sistema decimal, base10 .

## No desporto
O desporto é uma das áreas que mais necessita de cronometragem, nomeadamente em modalidades como atletismo (de pista, estrada e corta-mato), ciclismo e a natação. Nestas áreas é usual existir cronometragem manual, em eventos de corrida de menor expressão, e cronometragem eletrónica, em grandes eventos de corrida ou de ciclismo e na grande maioria dos eventos de pista ou de piscina. A cronometragem eletrónica pode ser realizada com diferentes tipo de tecnologia, entre elas RF-ID, com chips ou transponders a serem colocados em zonas específicas do corpo do participante. 

## História
Frederick Taylor, considerado o Pai da Administração Científica, foi um dos primeiros a utilizar técnicas de cronometragem em estudos de eficiência e eficácia operacional na administração industrial, seu foco.